# 希金山
85°3′S 177°16′W / 85.050°S 177.267°W
希金山是南極洲的山峰，位於杜費克海岸，處於鮑德溫冰川注入沙克爾頓冰川處，該山峰在1947年2月16日由美國海軍發現和拍攝照片。